# Franck Robine
Pour les articles homonymes, voir Robine.
Franck Robine ([fʁɑ̃k ʁɔbin]), né le 25 juin 1967 à Brignoles (Var), est un haut fonctionnaire français. Il est directeur de cabinet du ministre de l'Intérieur depuis le 21 septembre 2024.

## Biographie

### Jeunesse et formation
Ancien élève du lycée naval de Brest, diplômé de l'IEP de Paris Mention Lauréat en 1989, il poursuit ses études à l'École nationale d'administration dans la promotion « Gambetta » (1992-1993).

### Carrière dans l’administration préfectorale
Il commence sa carrière au ministère de l'Intérieur en 1993 en tant qu'administrateur civil. Il est très vite nommé sous-préfet et directeur de cabinet du préfet de la région Poitou-Charentes en mars 1993.
Il sera ensuite directeur de cabinet du Préfet de la région Lorraine, préfet de la Moselle à Metz (1995-1997).
En juin 1997 il devient expert national détaché à la Commission européenne chargé de la préparation des administrations publiques à l’Euro (1997-2000).
Il est directeur adjoint des stages de l’ENA de 2000 à 2002. En 2002, il devient chef de cabinet du Ministre de l’Agriculture, Hervé Gaymard (2002-2004). Il est nommé Secrétaire général aux affaires régionales d’Alsace d’octobre 2004 à mars 2006). Il est directeur de cabinet du ministre de la Fonction publique, Christian Jacob de 2006 à 2007).
Le 18 mai 2007, il est nommé chef de cabinet du Premier ministre, François Fillon, jusqu’en mai 2012. Il est nommé Préfet en mission de service public en juillet 2007, demeurant chef de cabinet du Premier ministre. À compter de mai 2011, il est chef de cabinet et conseiller parlementaire du Premier ministre.
En 2012, il fait partie de l'organisation de la campagne de François Fillon pour la présidence de l'UMP.
De mai 2013 à décembre 2015 il est directeur général des services du Conseil général puis départemental des Alpes-Maritimes. En janvier 2016 et pour un an et demi, il devient directeur général des services de la région Pays de la Loire auprès de Bruno Retailleau.
Il est nommé préfet de Martinique le 29 juin 2017 (pour deux ans et demi),,.
Il devient préfet de Corse-du-Sud et de la Corse le 15 janvier 2020. Il gère notamment la crise sanitaire Covid-19,.
Le 23 juillet 2020, il devient Conseiller affaires intérieures (chef du pôle affaires intérieures ) dans le cabinet du Premier ministre Jean Castex.
Par décret du 26 septembre 2022, il est nommé préfet de la région Bourgogne-Franche-Comté, préfet de la Côte-d'Or (hors classe).

### Directeur de cabinet du ministre de l'Intérieur
Par arrêté du 21 septembre 2024, il est nommé directeur du cabinet du ministre de l'Intérieur.

### Vie privée
Il est marié avec Catherine Séguin, haute-fonctionnaire,.

## Récompenses et distinctions

### Décorations
- Chevalier de la Légion d'honneur (2023)[13]
- Chevalier de l'ordre national du Mérite (2018)[14]
- Chevalier de l'ordre du Mérite maritime (2024)[15]